# Hospital de São Marcos

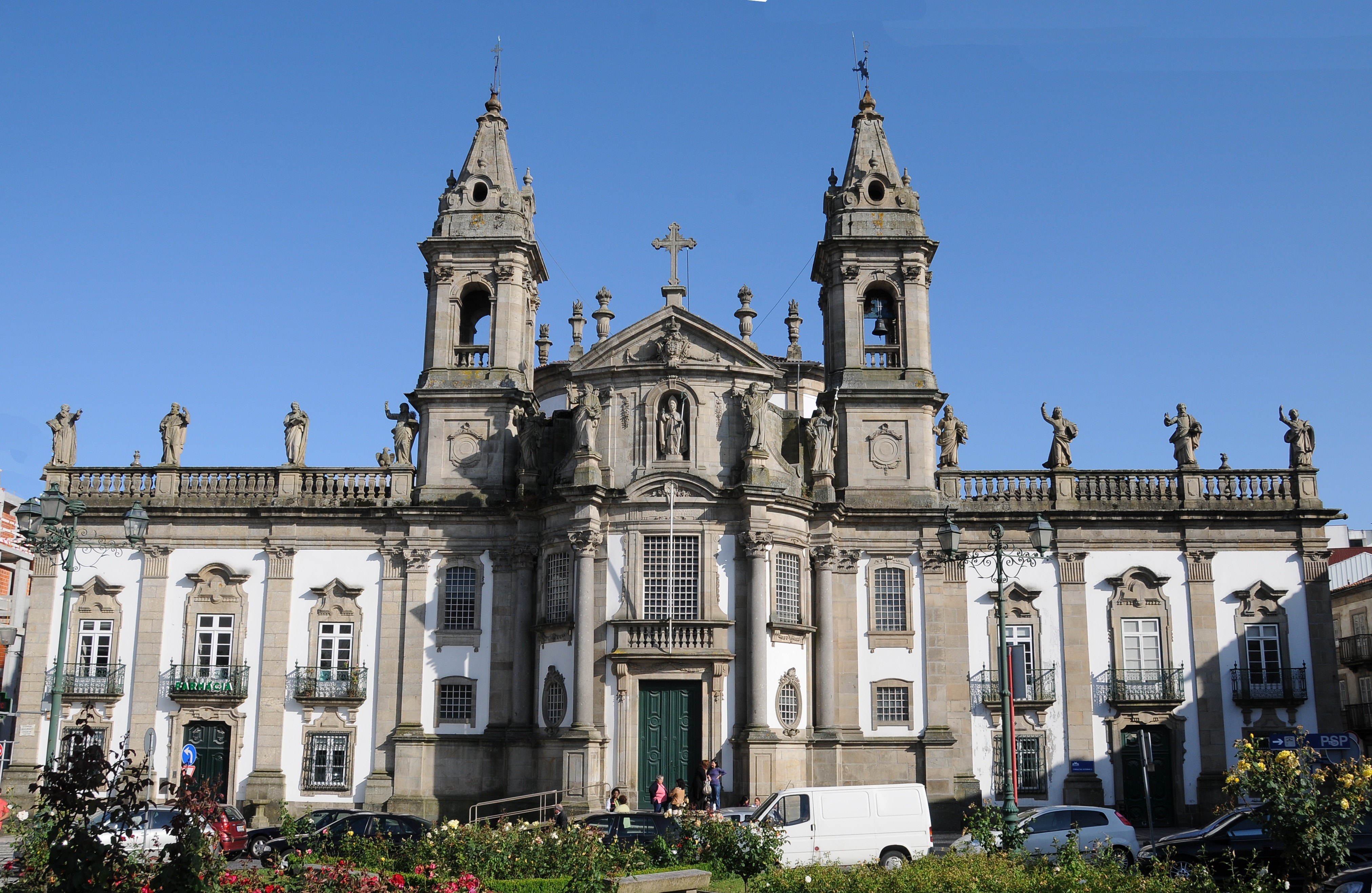
Hospital de São Marcos, Braga: fachada do Edifício Norte; ao centro, a Igreja do Hospital.

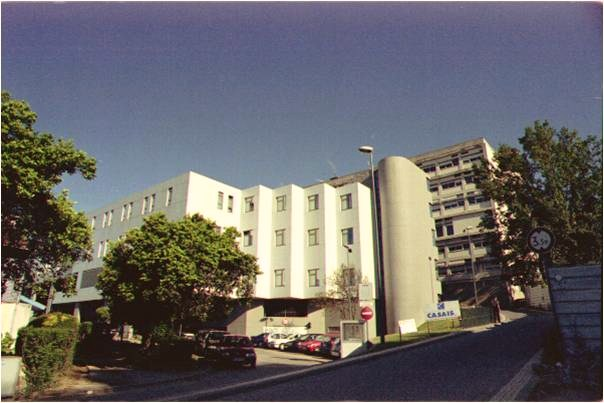
Hospital de São Marcos: fachada do Edifício Sul; à frente o Bloco Operatório Central.

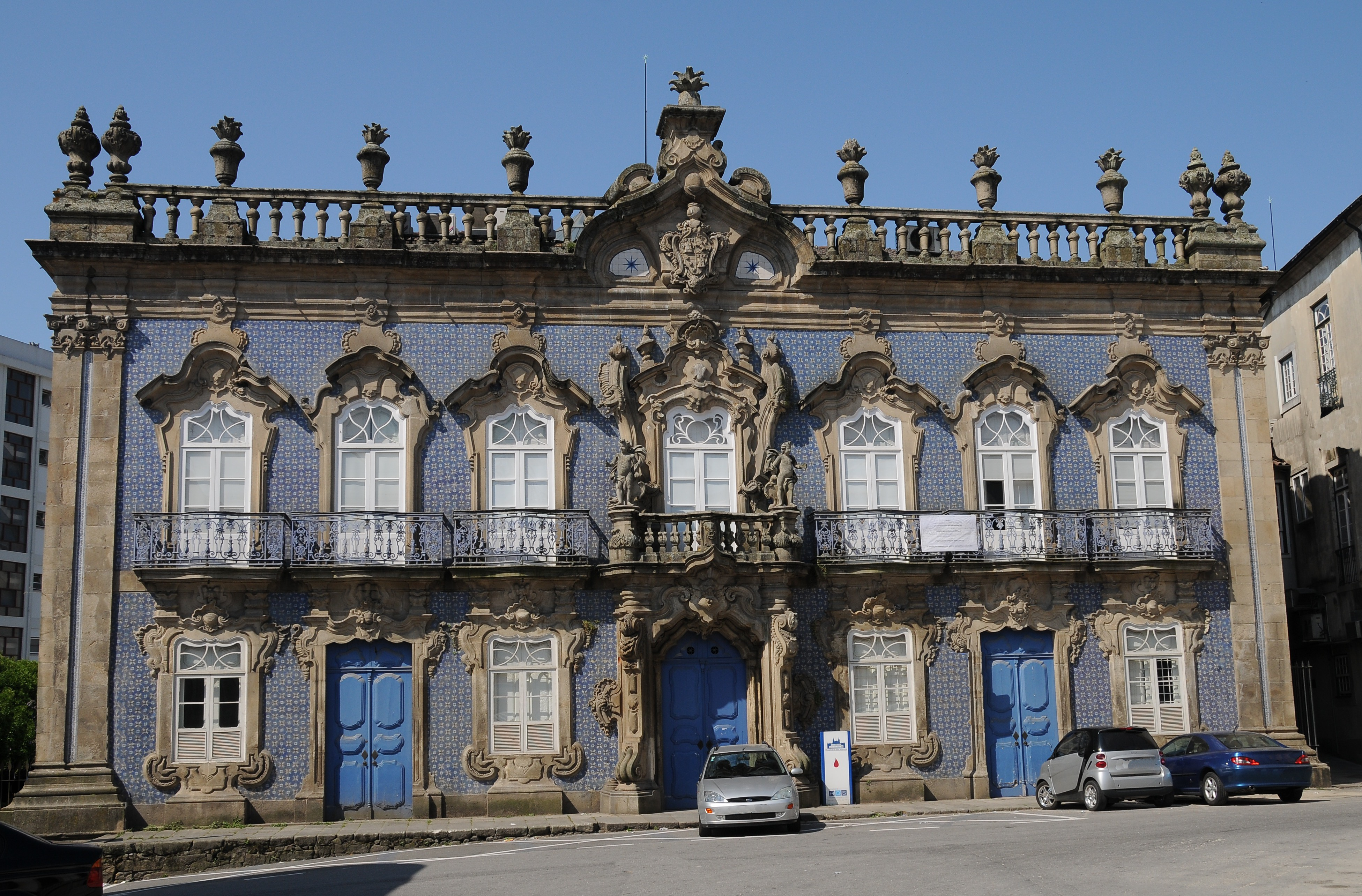
O Palácio do Raio onde se localizavam alguns serviços do hospital

O Hospital de São Marcos foi um hospital que funcionou em Braga de 1508 a 2011, localizando-se na atual freguesia de Braga (São José de São Lázaro e São João do Souto), cidade e município de Braga, distrito do mesmo nome, em Portugal.
Para além da Igreja que nele se insere, e sendo o edifício propriedade da Santa Casa da Misericórdia de Braga, nele está atualmente instalado o Hotel Vila Galé Collection Braga e a Farmácia da Misericórdia de Braga.
O Hospital de São Marcos era um hospital da rede pública, com a classificação de Hospital Central e responsabilidade no ensino universitário. Em 31 de Dezembro de 2007 dispunha de uma lotação de 521 camas ativas, incluindo 37 camas do Departamento de Psiquiatria e Saúde Mental. Foi o Hospital de Referência do Minho, com uma população de um milhão e cem mil habitantes.
A fachada principal do Hospital de São Marcos e a da respectiva Igreja estão classificadas como Imóvel de Interesse Público desde 1956.

## História

### Antecedentes
Em 31 de maio de 1122, D. Sicuva Aires e seus filhos venderam uma herdade que tinham na cidade de Braga, por dois morabitinos, aos "freires" da Ordem do Templo, Paio Gontemires e Martinho Pais, referindo que essa propriedade se situava junto de um poço de um hospital que já existia e que os freires tinham.
Também se encontra registado que D. Paio Mendes, entre 1122 e 1128, dotou um hospital em Braga com determinados bens que possuía nesta cidade e seu termo antes de ser eleito arcebispo, referindo a essa instituição como a "Ordem do Hospital". Este hospital ainda estaria em funcionamento em 1162.
O seu sucessor, D. João Peculiar refere no documento da sua confirmação que nenhum bem deu à Ordem do Templo, para além daquilo conferido por carta de seu antecessor "D. Pelágio" (outro nome de D. Paio Mendes). No entanto, já Arcebispo da cidade, cedeu uma casa na ermida de S. Marcos ao Grão-Mestre Gualdim Pais e à Ordem dos Templários, juntamente com rendas para o sustento da Ordem naquele local. Esta doação foi confirmada por D. Afonso Henriques, em 1146, e ratificado por bula papal de Alexandre III. Para além disso, D. Rodrigo da Cunha regista que D. Gualdim Pais trouxe da Terra Santa, várias relíquias inclusive "o corpo" de São João Marcos que seria transladado para uma capela no local e dado o topónimo ao local. A reliquia ganhou rapidamente reputação de conseguir curar várias enfermidades, de tal modo que um hospital seria construído ao lado da capela.
Igualmente, é conhecido que Pedro Ourives Bracarense (c.1080-c.1173) (também chamado de Pedro Aurives) e a sua mulher, terão mandado construir um hospital para os pobres perto da Igreja de São João do Souto, tendo doado bens para ele em 1145, e entregue a sua administração à Ordem do Templo.
Deste modo, na Idade Média, haveria três hospitais em Braga: o Hospital de Rocamador; o Hospital de S. Tiago; e o Hospital da Rua Nova.

### Hospital de S. Marcos
O Hospital como instituição formal na sua forma atual só foi fundado em 1508 pelo então Arcebispo de Braga, D. Diogo de Sousa, com a função de substituir três pequenas albergarias que existiam na cidade, mas a gestão foi entregue à Câmara Municipal.
Em 1559, Frei Bartolomeu dos Mártires, Arcebispo de Braga e Provedor da Misericórdia, considerando o Hospital de São Marcos mal administrado pela Câmara Municipal, entregou-o à Santa Casa da Misericórdia de Braga, gestão que vigorou até 1975.
No século XVIII foi erguido o Edifício Norte, com projeto do arquiteto Carlos Amarante, com uma fachada representativa do estilo barroco no país. 
Para além disso, também nesse século, foi fundada uma leprosaria na Rua das Águas (atual Avenida da Liberdade), que teria duas frentes, uma virada para essa rua e a outra para a Praça de S. Marcos. A presença desta instituição também iria rebatizar a Rua das Águas com o novo nome de Terreiro de S. Lázaro.
Em 1798 foi criada uma Escola Cirúrgica por iniciativa de Frei Caetano Brandão (1740-1805), um jesuíta regressado do Brasil e que ocupara o lugar de Arcebispo de Braga, em 1790. Como Provedor da Misericórdia, a quem o hospital estava confiado, para ele canalizou substanciais donativos, fazendo visitas aos doentes todos os meses. Desde 1794 as obras da Igreja do Hospital, que estavam paradas, prosseguiam às suas expensas, pois não bastava assegurar a assistência material aos doentes sem a assistência espiritual.
Em 2008 o hospital foi entregue à gestão de um consórcio privado liderado pelo Grupo José de Mello Saúde, ao abrigo de um contrato no âmbito das Parcerias Público/Privadas na Saúde, rumo a um Novo Hospital de Braga construído de raiz, com transferência de instalações em Maio de 2011. A partir daqui, deixa de se chamar Hospital de São Marcos para se chamar Hospital de Braga.
Em 2011 foi desocupado com a abertura do novo hospital.
Em 2015 foram demolidos alguns edifícios que pertenceram ao Hospital de S. Marcos para dar mais visibilidade ao Palácio do Raio. Um dos edifícios demolidos foi o da antiga radiologia, o que possibilitou uma nova interpretação de edifícios adjacentes de grande valor patrimonial e histórico, seja o Palácio do Raio, seja o edifício D. Diogo de Sousa (Hospital Velho). Esta demolição revelou de novo o alçado sul do edifício D. Diogo de Sousa e o alçado poente do palácio do Raio.
Em agosto de 2016 foi acordado entre a Santa Casa da Misericórdia de Braga (proprietária dos antigos edifícios do hospital) e o grupo hoteleiro Vila Galé a instalação de um empreendimento turístico e comercial em alguns dos edifícios do antigo Hospital de S. Marcos. A unidade hoteleira, de quatro estrelas, foi inaugurada em maio de 2018. 
A parte correspondente ao bloco operatório é um hospital privado do Grupo de Saúde Lusíadas, inaugurado em 2019.

## Características
Do primitivo Hospital de São Marcos nada chegou a nossos dias. As atuais instalações foram erguidas ao longo dos séculos, a saber, em ordem cronológica: Edifício Norte, Palácio do Raio, Edifício Sul, Pavilhão de Reabilitação e Ortopedia, e Bloco Operatório Central.